# Hexatoma (Eriocera) subcandidipes
Hexatoma (Eriocera) subcandidipes is een tweevleugelige uit de familie steltmuggen (Limoniidae). De soort komt voor in het Neotropisch gebied.